# Assassin's Creed Origins
Assassin's Creed Origins é um jogo eletrônico de RPG de ação produzido pela Ubisoft Montreal e publicado pela Ubisoft. É o décimo título principal da série Assassin's Creed e o sucessor de Assassin's Creed Syndicate de 2015, teve seu lançamento em 27 de Outubro de 2017 para Microsoft Windows, PlayStation 4 e Xbox One. O jogo recebeu uma porta para o Google Stadia em 15 de Dezembro de 2020. Assim como outros títulos anteriores, o jogo também apresenta um grande mundo aberto, mas dessa vez, o jogo adota muitos elementos de RPG com foco em combates.
A história decorre no Reino Ptolemaico no Antigo Egito e fala de Bayek, um medjai, que trabalha para proteger o seu povo de ameaças e sua esposa Aya. O enredo serve como início para a série, mostrando as origens da luta entre os Assassinos, que desejam a paz através do livre arbítrio e os Templários, que têm o mesmo objetivo mas através da ordem e dominação. Similar aos antecessores, Origins é jogado numa perspectiva de terceira pessoa e os jogadores podem livremente explorar o Egito. Ao contrário dos outros títulos anteriores da série, que foram focados como jogos de ação e aventura, Origins é um RPG de ação e introduz muitos novos recursos à série, incluindo um sistema de combate baseado em corpo a corpo. A sua sequência, Assassin's Creed Odyssey, foi lançada em outubro de 2018.

## Jogabilidade
Assassin's Creed Origins é um jogo de RPG de ação com elementos de ação furtiva e também exploração. O jogo é diferenciado como em outros títulos anteriores, é um jogo basicamente focado em ação numa perspectiva de terceira pessoa, mas também contém exploração no jogo, onde o jogador pode explorar o mapa. Apesar de alguns aspectos similares, como o uso de parkour, Origens apresenta várias novidades e mudanças em relação aos jogos anteriores da série. De acordo com os produtores o mapa do Egito tem aproximadamente o tamanho do mapa de Assassin's Creed IV: Black Flag, e inclui as cidades de Mênfis e Alexandria. Os jogadores controlam Bayek, o protagonista, e com ele tem de completar vários objetivos e missões para progredir na história, fora isso são livres para explorar o mapa a pé, cavalo, camelo, biga ou de barco.. Sua esposa Aya é jogável em determinadas missões do jogo.
Origins não tem muitas estruturas para escalar mas continua a apresentar os chamados "pontos de sincronização" (view points), usados não para revelar o mapa, mas para desbloqueá-lo como pontos de viagem rápidos, ao mesmo tempo que marcam possíveis objectivos e outros locais de interesse. O jogo tem um novo sistema de luta e inclui combate naval, exploração submarina e túmulos com puzzles. Também existe vida selvagem como crocodilos ou hipopótamos, que podem atacar. Eventualmente o jogador poderá doma-los, ajudando Bayek no combate até morrerem.
Ao contrario dos jogos anteriores em que os jogadores usavam a chamada "eagle-vision" para terem um vislumbre daquilo que os rodeia, em Origins Bayek pode usar Senu, uma águia-de-bonelli, para o ajudar a perceber a área onde se encontra, encontrar objectivos e inimigos ou até mesmo distrai-los atacando-os do céu. De acordo com os produtores o uso da águia foi uma forma de retirar o mini-mapa visto nos jogos anteriores.
Assassin’s Creed Origins tem um sistema de inventario influenciado por jogos do género role-playing game. Cada arma tem as suas próprias estatísticas e características, e os jogadores podem melhora-las e criar outras com o material que podem encontrar pelo mundo, incluindo bombas de fogo, nuvens de veneno e armadilhas. Bayek pode fazer uso de várias habilidades ao longo do decorrer do jogo, desbloqueadas através de uma "árvore de pericias" (skill tree) dividida em três categorias: Hunter, Warrior e Seer, em que cada uma reflecte uma diferente forma de jogar e cobre diferentes funções.
Origins introduz um sistema de combate baseado numa arena, em que o jogador combate contra hordas de inimigos que vão aumentando a dificuldade a medida que o jogador progride, culminando em um combate contra um chefe. A arena é apresentada durante o decurso da história mas pode ser acedida em qualquer altura fora da narrativa. Ao completar combates na arena o jogador desbloqueia armas e equipamentos.
Similar ao antecessor, Assassin's Creed Syndicate, Origins não tem qualquer componente multijogador.

## Sinopse
A história de Assassin's Creed Origins ocorre durante o Reino Ptolemaico, no período em que Cleópatra ascende ao trono em 49 a.C., e centra-se em Bayek, o último dos medjai, depois deste ter partido da sua terra natal, a vila de Siwa, em perseguição de um mistério. A sua aventura irá levá-lo a atravessar o Antigo Egito durante um período de revolta generalizada: o Faraó, Ptolomeu XIII, luta para manter seu governo enquanto abriga as ambições de expandir seu reino; sua irmã, a recém-deposta Cleópatra, começa a mobilizar forças leais para lançar um contra-golpe contra Ptolomeu; e freqüentes incursões no Reino pela República Romana, sob o comando de Júlio César, levam a temores de uma invasão iminente. O papel de Bayek como Medjay coloca ele e sua esposa Aya em contato com as forças secretas que manipulam esses eventos e se tornam os primeiros Assassinos. A história conta a origem entre a luta dos Assassinos, que lutam pela paz promovendo a liberdade, e a Ordem dos Anciãos — percursores dos Templários — que desejam a paz impondo a ordem.
Tal como os jogos anteriores, Origins inclui elementos da história nos tempos modernos, que se contam durante o decurso do jogo.

## Produção
A produção de Assassin's Creed Origins começou no inicio de 2014, depois de terminado Assassin's Creed IV: Black Flag. Ubisoft Montreal é o estúdio que lidera a produção de Assassin’s Creed Origins e no essencial a equipe é composta pelas mesmas pessoas que criaram Black Flag. Ubisoft Sofia, Ubisoft Singapore, Ubisoft Shanghai, Ubisoft Chengdu, Ubisoft Bucharest, Ubisoft Kiev e a Sperasoft também estão a colaborar na produção do jogo. As primeiras informações sobre Origins, na altura com o nome Assassin's Creed Empire, foram vistas na Internet em janeiro de 2017, mostrando várias imagens de um personagem num barco e em frente de uma cave.
Assassin's Creed Origins foi anunciado oficialmente a 11 junho de 2017, durante a conferencia de imprensa da Microsoft na E3 2017. Esta a ser produzido com o uso da nova atualização do motor AnvilNext. A música está a ser composta por Sarah Schachner, que já tinha trabalhado em Black Flag e Assassin's Creed Unity.

## Lançamento
Assassin's Creed Origins tem lançamento previsto a 27 de Outubro de 2017 para Microsoft Windows, PlayStation 4 e Xbox One, o jogo recebeu uma porta para o Google Stadia em  15 de Dezembro de 2020. Em julho de 2017 a Ubisoft revelou que Assassin's Creed Origins ira ter vários livros relacionados com o jogo: Desert Oath, um romance escrito por Oliver Bowden que já tinha escrito vários livros Assassin's Creed; uma serie de banda desenhada escrita por Anne Toole, com desenhos de artistas da Ubisoft e publicada pela Titan Comics; um livro intitulado A Arte de Assassin's Creed Origins e o Guia Oficial publicado pela Prima Games.

### Conteúdo adicional e edições especiais
Em Outubro de 2017 a Ubisoft confirmou o "Season Pass" (Passe de temporada) de Assassin's Creed Origins para todas as plataformas, e inclui duas expansões para o modo historia, ‘The Hidden Ones’ e ‘The Curse of the Pharaohs’, os pacotes ‘Roman Centurion’ e ‘Horus’, uma "arma rara" e 500 créditos adicionais. Para alem disso foi anunciado também que o jogo iria disponibilizar conteúdo gratuito após o lançamento incluindo ‘Trials of the Gods’, onde os jogadores lutam contra deuses egípcios, o Bazar de Nomad, o modo Fotografia, o modo Horde, em que os jogadores tem de lutar contra ondas de inimigos e o Discovery Tour, um modo educativo que permite explorar o Antigo Egipto através de visitas guiadas conduzidas por historiadores e egiptólogos.
Foram reveladas várias edicoes especiais para Assassin's Creed Origins incluindo a Deluxe Edition, a Gold Edition, a Gold Steelbook Edition, a God's Edition, a Dawn Collector e a Legendary Collector.
| Conteúdos                       | "Deluxe" | "Gold" | "Steelbook" | "God's"     | "Dawn Collector" | "Legendary Collector" |
| ------------------------------- | -------- | ------ | ----------- | ----------- | ---------------- | --------------------- |
| Missão "Secrets of the Pyramid" | Sim      | Sim    | Sim         | Sim         | Sim              | Sim                   |
| Missão “Ambush at Sea”          | Sim      | Sim    | Sim         | Sim         | Sim              | Sim                   |
| Pontos de habilidade            | Sim      | Sim    | Sim         | Sim         | Sim              | Sim                   |
| Pacote "Desert Cobra"           | Sim      | Sim    | Sim         | Sim         | Sim              | Sim                   |
| Passe de temporada              | Não      | Sim    | Sim         | Não         | Sim              | Sim                   |
| Steelbook (jogo)                | Não      | Não    | Sim         | Não         | Sim              | Sim                   |
| Mapa                            | Não      | Não    | Não         | Sim         | Sim              | Sim                   |
| Banda sonora                    | Não      | Não    | Não         | Sim         | Sim              | Sim                   |
| Livro de arte                   | Não      | Não    | Não         | Sim         | Sim              | Sim                   |
| Caixa de colecionador           | Não      | Não    | Não         | Sim         | Sim              | Sim                   |
| Cartas                          | Não      | Não    | Não         | Não         | Sim              | Sim                   |
| Figura de Baeyk                 | Não      | Não    | Não         | Sim (10.2") | Sim (14.5")      | Sim (28.7")           |
| Amuleto Águia de Bayek          | Não      | Não    | Não         | Não         | Sim              | Sim (Premium)         |
| Steelbook (bónus)               | Não      | Não    | Não         | Não         | Não              | Sim                   |
| Litografias                     | Não      | Não    | Não         | Não         | Não              | Sim                   |
| Certificado                     | Não      | Não    | Não         | Não         | Não              | Sim                   |

## Recepção

### Prémios e nomeações
Depois da sua revelação durante a E3 em junho de 2017, Assassin's Creed Origins foi nomeado em tres categorias: "Melhor do Evento", "Melhor Jogo para Consola" e "Melhor Jogo de Acao/Aventura", perdendo em todas para Super Mario Odyssey.
| \| Ano \| Prémio \| Categoria \| Resultado \| Ref. \| \| ---- \| ------------------------------------- \| -------------------------- \| --------- \| -------- \| \| 2017 \| Game Critics Awards - Best of E3 2017 \| Best of Show \| Indicado \| [29][30] \| \| 2017 \| Game Critics Awards - Best of E3 2017 \| Best Console Game \| Indicado \| [29][30] \| \| 2017 \| Game Critics Awards - Best of E3 2017 \| Best Action/Adventure Game \| Indicado \| [29][30] \| \| 2018 \| 14th British Academy Games Awards \| Best Game \| Indicado \| \| \| 2018 \| 14th British Academy Games Awards \| Best Desgin \| Indicado \| \| \| 2018 \| 14th British Academy Games Awards \| Performer (Abubakar Salim) \| Indicado \| \| |                                       |                            |           |               |
| Ano | Prémio                                | Categoria                  | Resultado | Ref.          |
| 2017 | Game Critics Awards - Best of E3 2017 | Best of Show               | Indicado  | [ 29 ] [ 30 ] |
| 2017 | Game Critics Awards - Best of E3 2017 | Best Console Game          | Indicado  | [ 29 ] [ 30 ] |
| 2017 | Game Critics Awards - Best of E3 2017 | Best Action/Adventure Game | Indicado  | [ 29 ] [ 30 ] |
| 2018 | 14th British Academy Games Awards     | Best Game                  | Indicado  |               |
| 2018 | 14th British Academy Games Awards     | Best Desgin                | Indicado  |               |
| 2018 | 14th British Academy Games Awards     | Performer (Abubakar Salim) | Indicado  |               |